# Gian Carlo Roscioni
Gian Carlo Roscioni (Roma, 1927 – Bracciano, 10 dicembre 2012) è stato un critico letterario, scrittore e curatore editoriale italiano.

## Biografia
Studioso di letteratura francese, è stato per molti anni consulente della casa editrice Einaudi . In questa veste entrò in contatto con Carlo Emilio Gadda, che dopo la morte gli lasciò parte del suo archivio e della sua biblioteca (venduti da Roscioni nel 2000 alla Biblioteca Trivulziana ). Allo scrittore lombardo Roscioni dedicò inoltre importanti monografie e articoli , curandone l'edizione della Meditazione milanese (Torino, Einaudi, 1974). Ha insegnato Storia della lingua francese presso il Magistero di Roma.

## Opere
- Beat Ludwig von Muralt e la ricerca dell'umano, Roma, Edizioni di Storia e letteratura, 1961, ISBN 978-88-849-8854-6.
- La disarmonia prestabilita. Studio su Gadda, Collana Saggi n.453, Torino, Einaudi, 1969; ed. riveduta e integrata, Collana Biblioteca di Studio n.15, Torino, Einaudi, 1995, ISBN 978-88-061-3769-4; Collana Piccola Biblioteca, Einaudi, 1997, ISBN 978-88-064-1194-7.
- L' arbitrio letterario. Uno studio su Raymond Roussel, Collana Saggi n.682, Torino, Einaudi, 1985, ISBN 978-88-065-8552-5.
- Sulle tracce dell'Esploratore turco. Letteratura e spionaggio nella cultura libertina del Seicento, Collana Storica, Milano, Rizzoli, 1992, ISBN 978-88-173-3748-9.
- Il duca di Sant'Aquila. Infanzia e giovinezza di Gadda, Collana Varia, Milano, Mondadori, 1997, ISBN 978-88-044-2517-5.
- Il desiderio delle Indie. Storie, sogni e fughe di giovani gesuiti italiani, Collana Saggi n.837, Torino, Einaudi, 2001, ISBN 978-88-061-5705-0. (Premio Brancati[5], Premio Grinzane Cavour 2002)

### Curatele
- Carlo Emilio Gadda, Meditazione milanese, Collana Letteratura n.34, Torino, Einaudi, 1974.
- Studi e ricerche di Letteratura e Linguistica francese, a cura di Gian Carlo Menichelli e G. C. Roscioni, Napoli, Istituto Universitario Orientale, 1980.